# Neutrón libre

Diagrama de Feynman, de una desintegración β^{–}, por la cual un neutrón se desintegra en un protón, más un electrón y un antineutrino. En la figura uno de los tres quarks del neutrón de la izquierda (quark d, en azul), emite un bosón W^{-} y pasa a ser un quark (u). El bosón emitido (W^{-}) se desintegra en un antineutrino y un electrón.

Un neutrón libre es un neutrón que existe fuera de un núcleo atómico. Mientras que los neutrones pueden ser estables cuando están unidos dentro de los núcleos, los neutrones libres son inestables y se desintegran con una vida media de 886 segundos, unos quince minutos. La única posibilidad de desintegración es en un protón, un electrón y un antineutrino electrónico:
{\displaystyle {\hbox{n}}\to {\hbox{p}}+{\hbox{e}}^{-}+{\overline {\nu }}_{\mathrm {e} }}
A pesar de no ser un elemento químico, el neutrón libre se incluye a menudo en tablas de isótopos. De ser el caso, se considera que posee un número atómico de cero y un número másico de uno.
Los reactores nucleares están diseñados para producir neutrones libres en grandes cantidades; su papel es el de mantener la reacción nuclear en cadena productora de energía. La radiación de neutrones intensa se usa también para producir diferentes radioisótopos a través del proceso de activación neutrónica.